# André de Resende
André de Resende (1498, Évora - 1573) fou dominic historiador, teòleg i arqueòleg portuguès.

## Biografia
Passà molts anys viatjant per Espanya, França i els Països Baixos, on es cartejà amb Erasme de Rotterdam i altres homes intel·lectuals. També fou amic proper del rei Joan III de Portugal i dels seus fills, i feu de tutor de l'infant D. Duarte. Està enterrat a la capella del creuer dret de la catedral d'Évora, a Portugal.
Resende gaudí d'una fama considerable al llarg de la seva vida, però la historiografia moderna ha assenyalat que no era gaire escrupolós ni precís en les seves obres.

## Obres
- Historia da antiguidade da cidade de Evora (ibid. 1553)
- Vida do Infante D. Duarte (Lisboa, 1789)
- De Antiquitatibus Lusitaniae (Évora, 1593)